# اس ۳ (موشک)
اس ۳(به انگلیسی: S3) موشک ساخت فرانسه یک موشک بالستیک برد متوسط است که با یک کلاهک گرمایی تجهیز شده است.

## نگارخانه

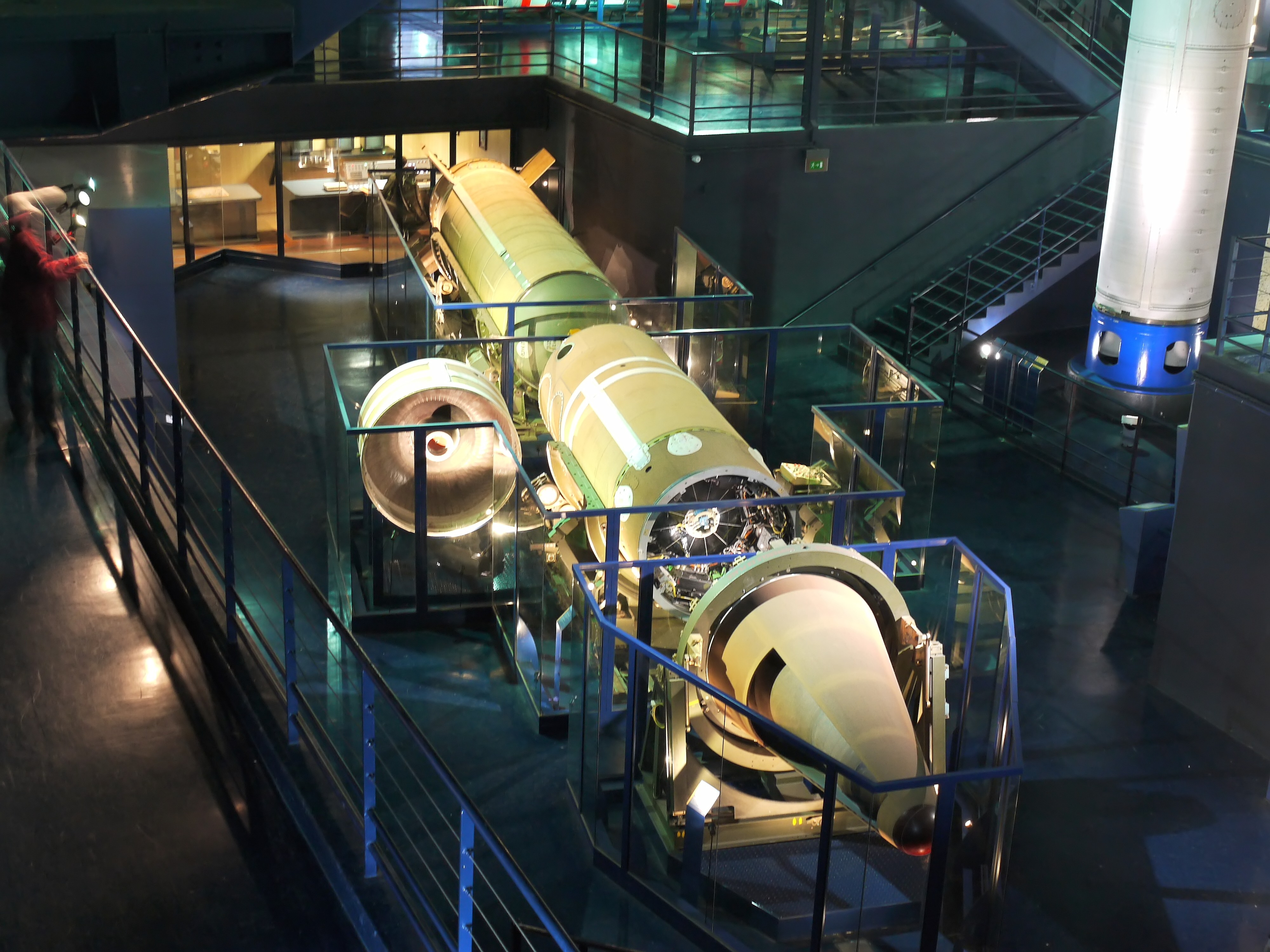
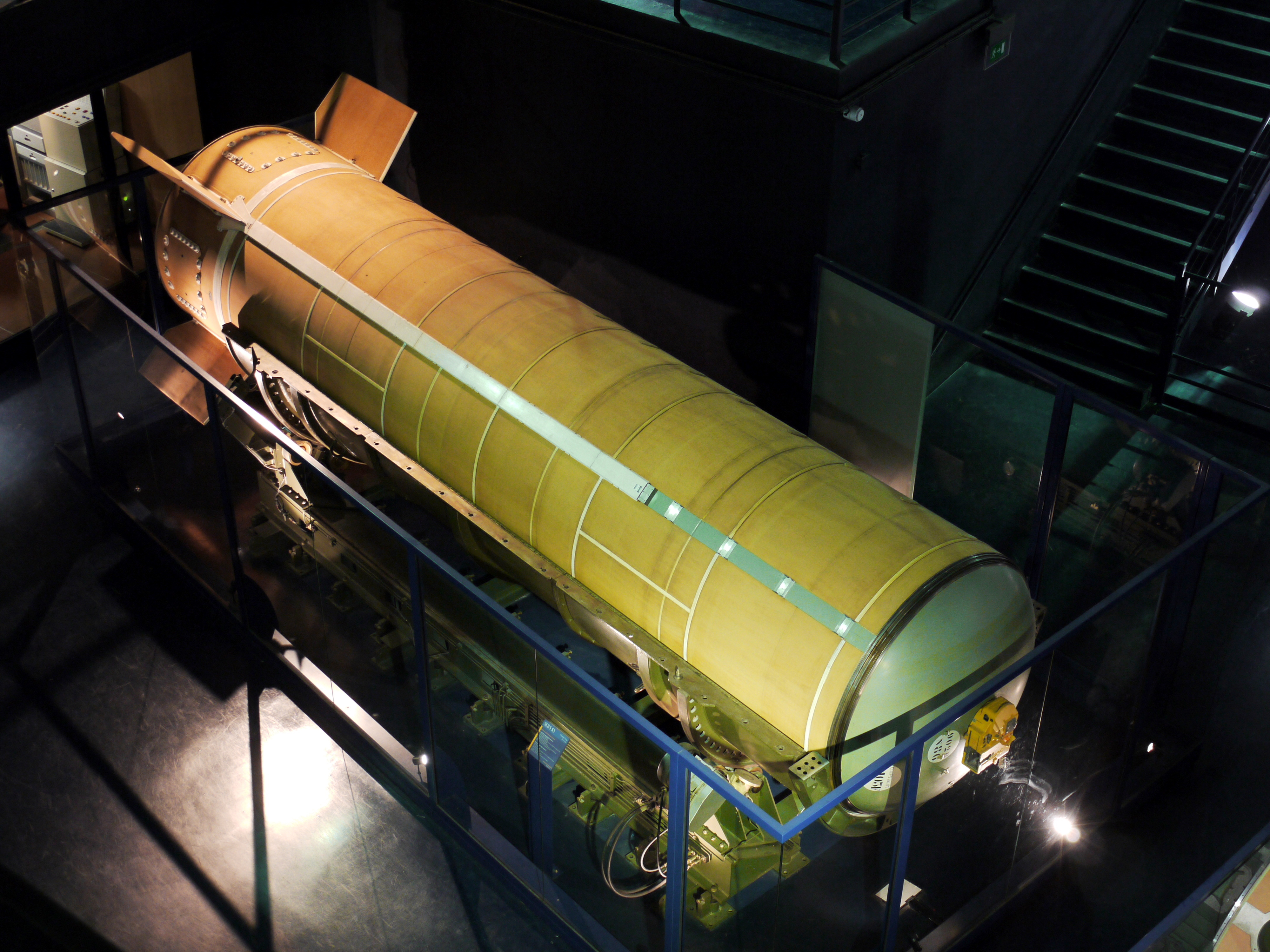
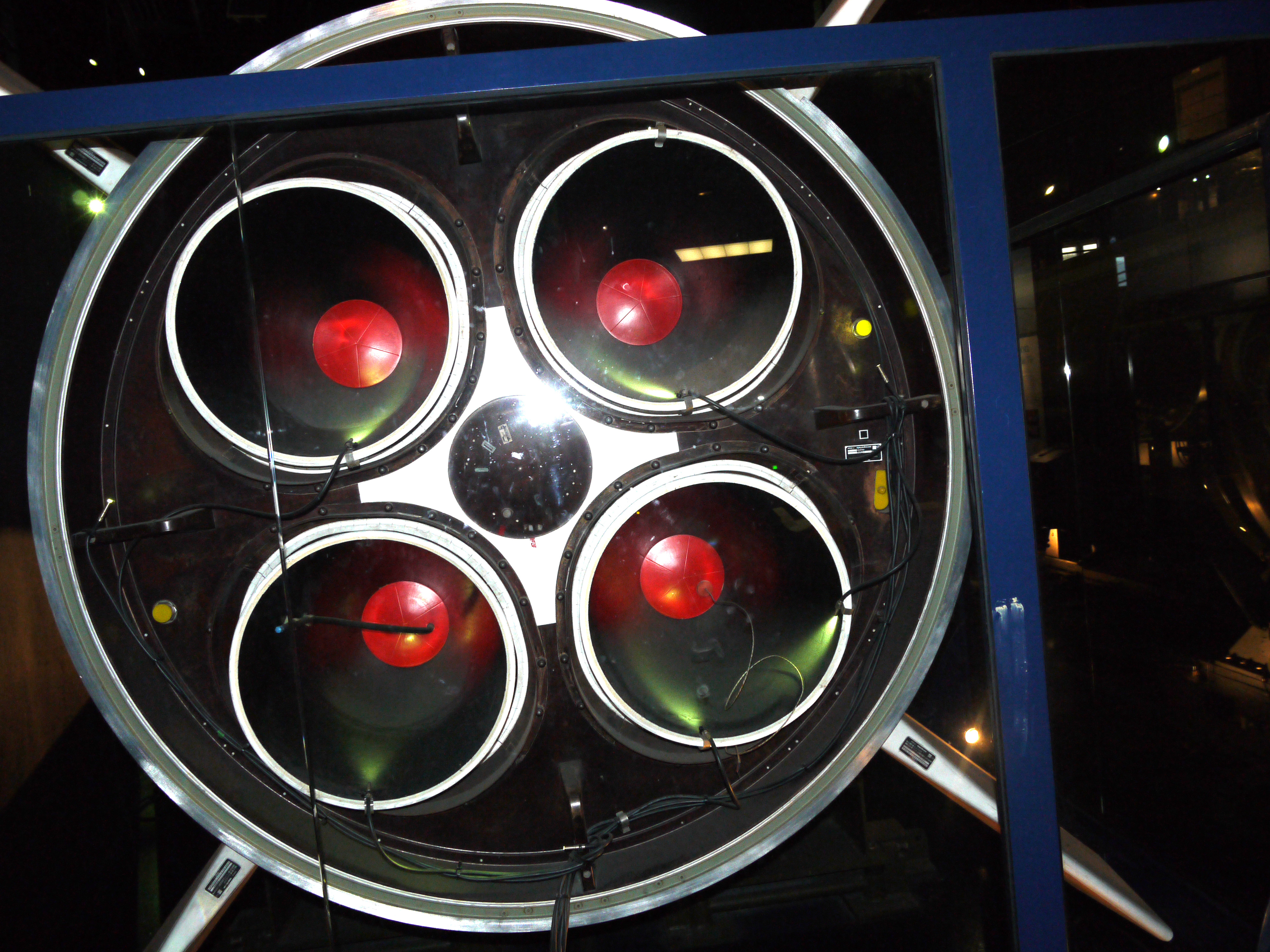
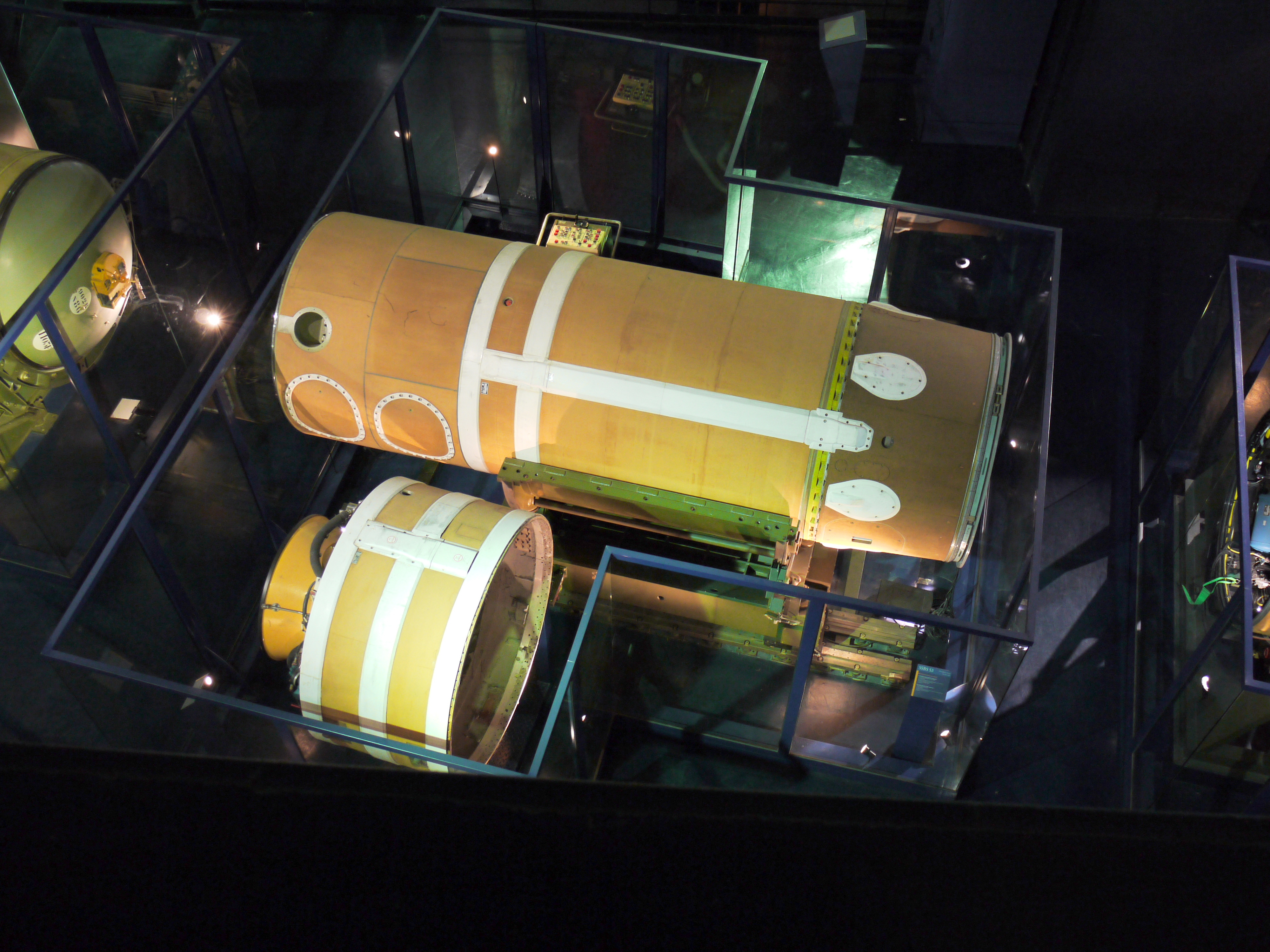
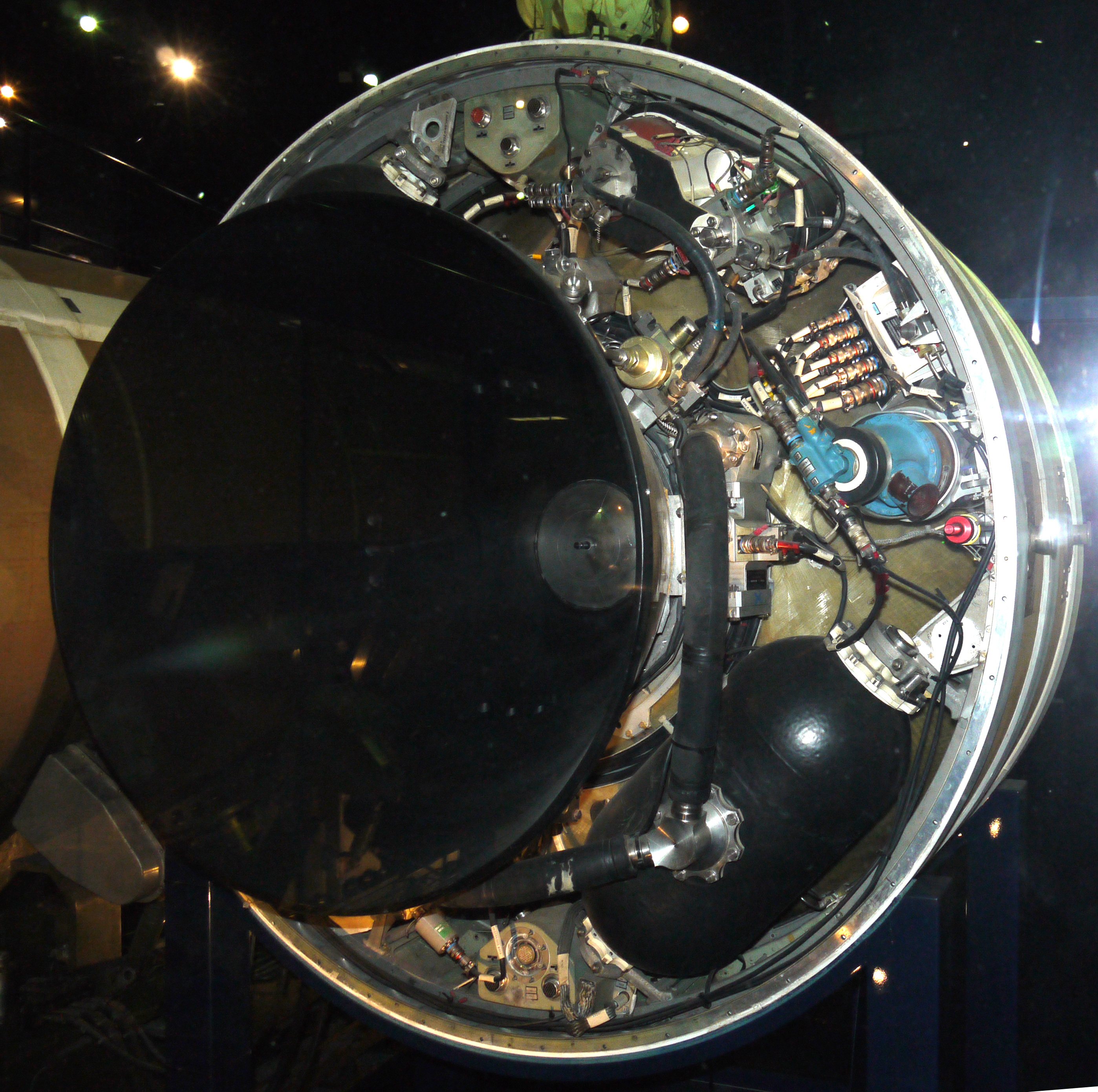
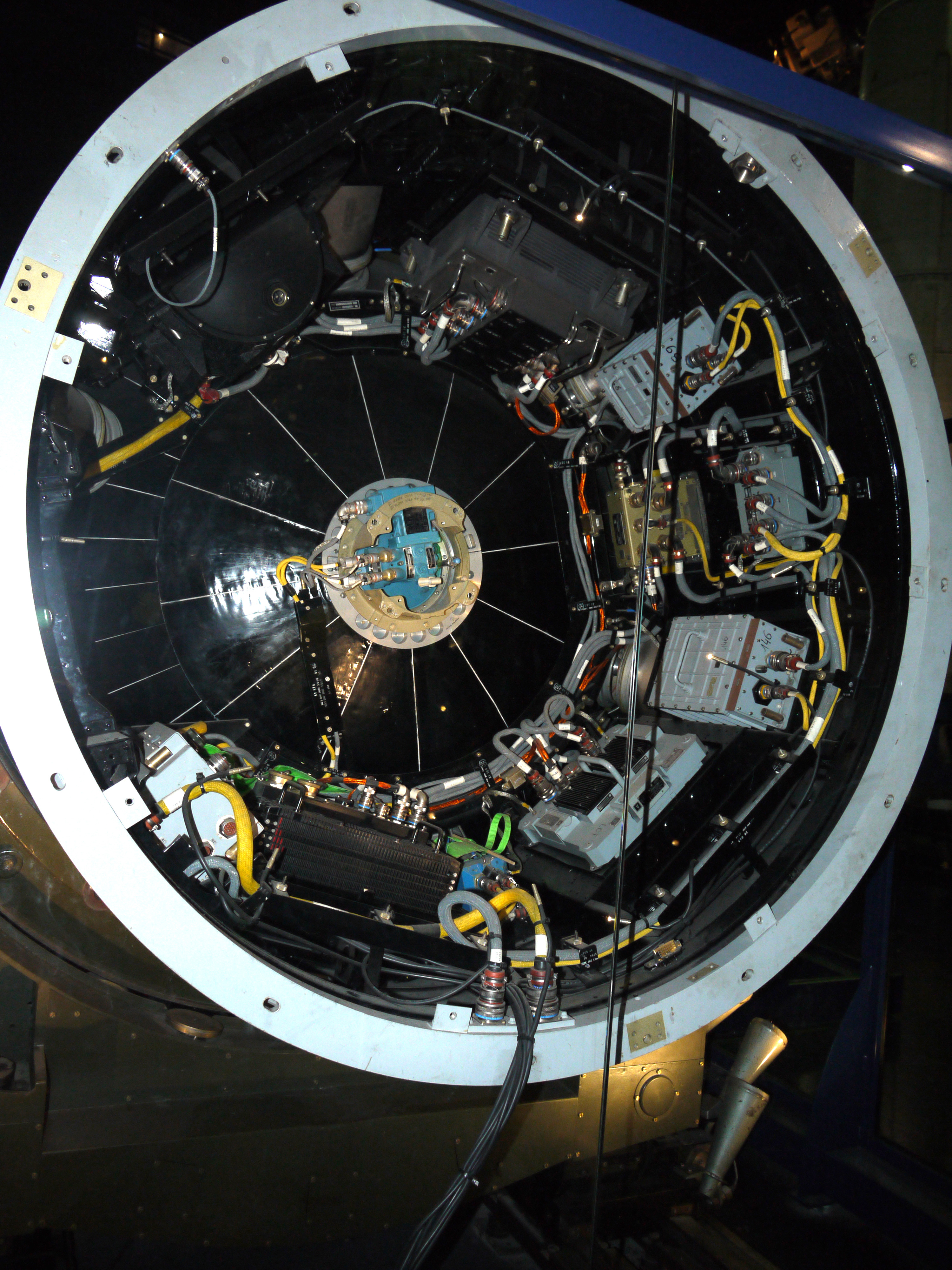
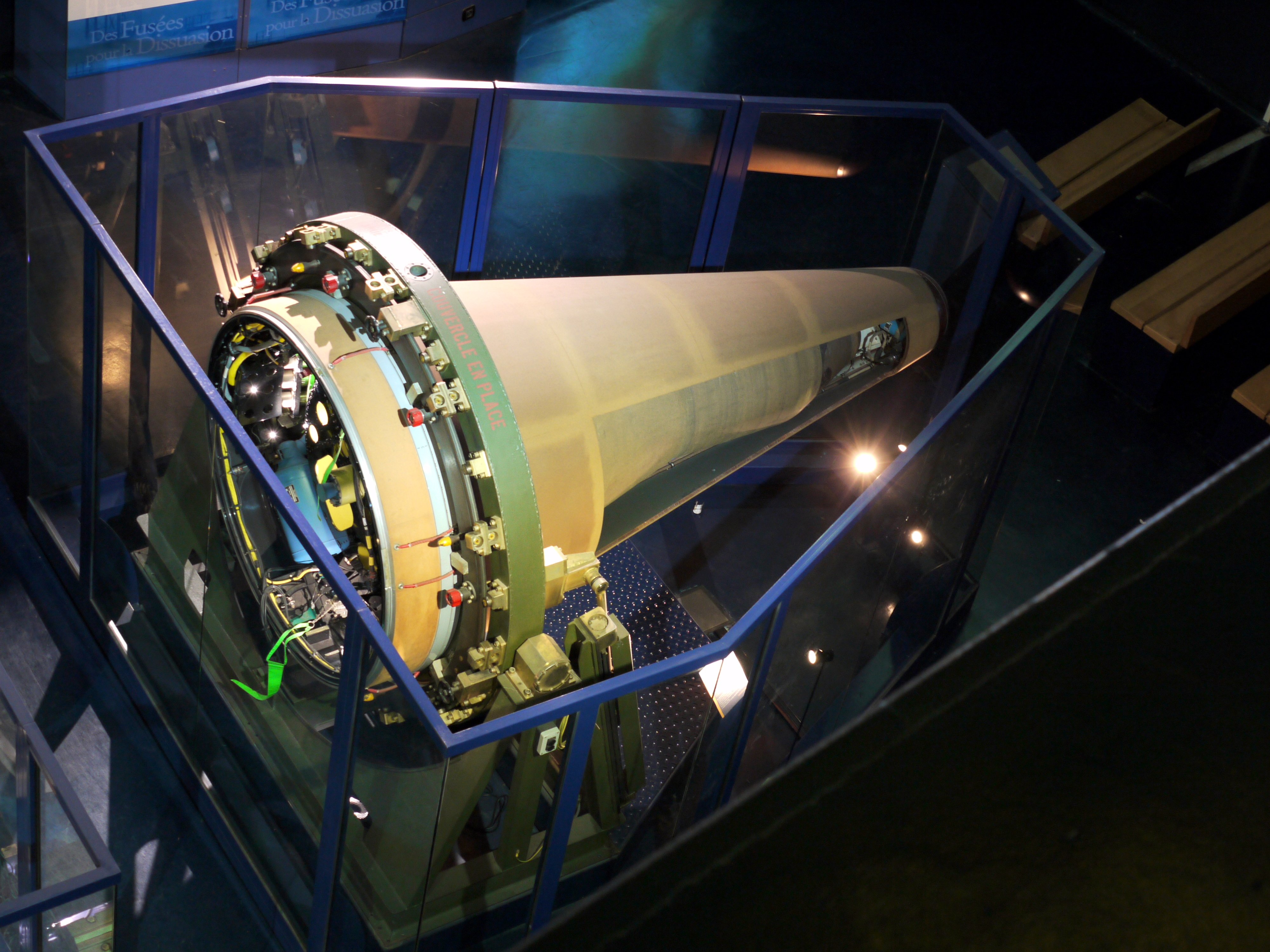
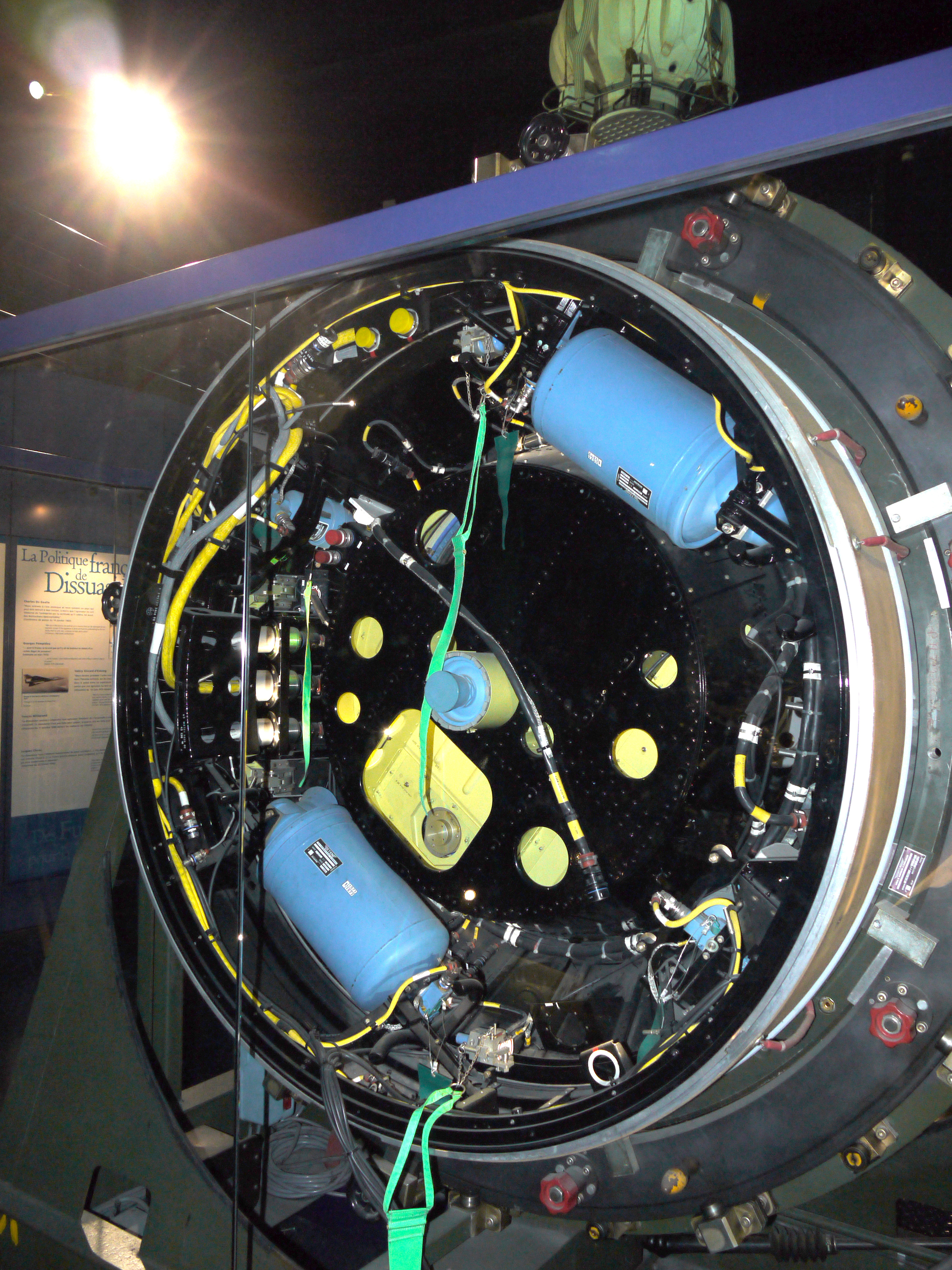
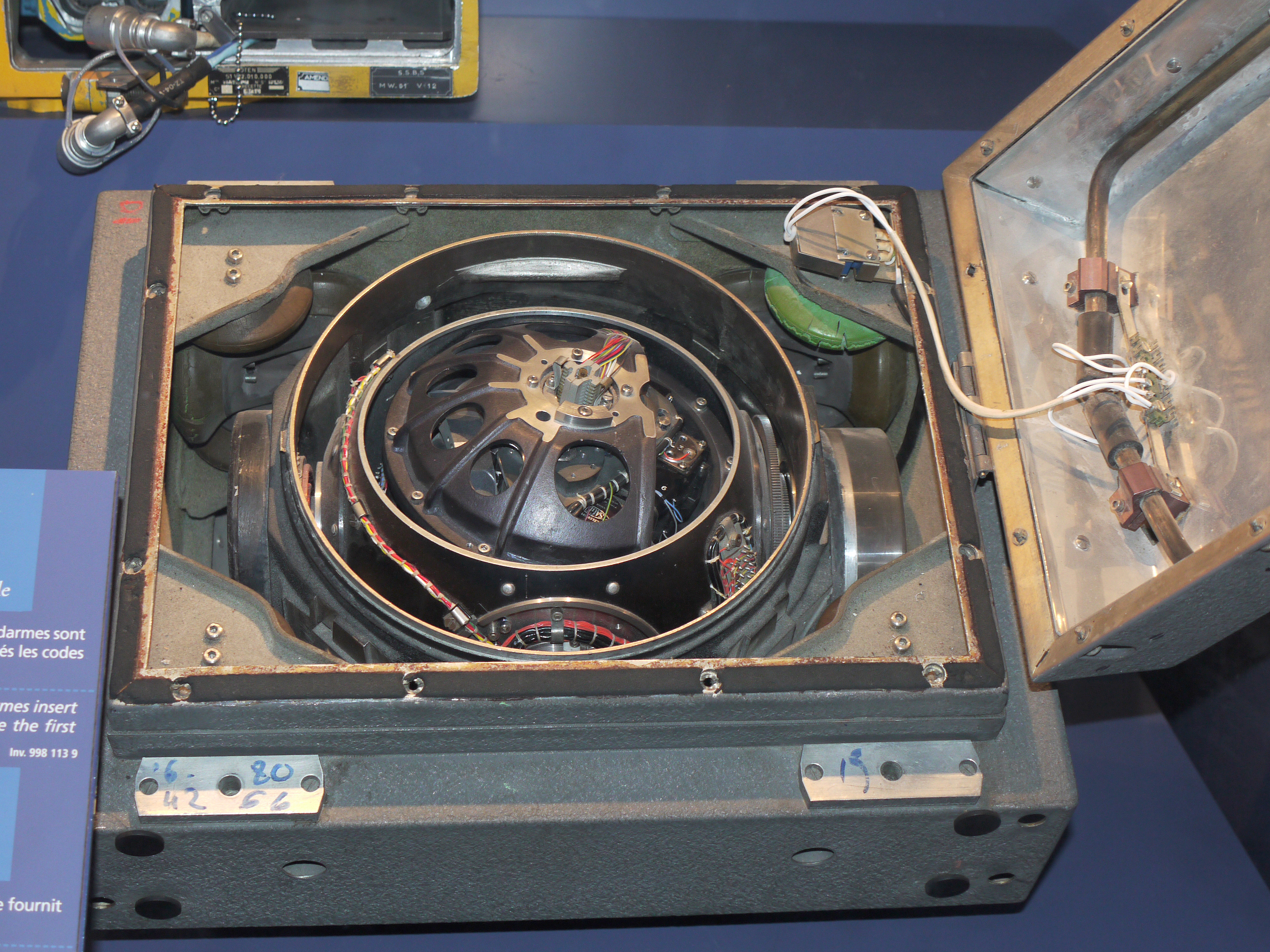